# Ximena Capristo
María Ximena Capristo (Avellaneda, 27 de enero de 1977), conocida como Ximena Capristo, es una actriz, modelo y vedette argentina. Se hizo conocida en 2001, por su participación en la versión argentina del reality show Gran Hermano. en Argentina.

## Biografía
Nació el 27 de enero de 1977, en la ciudad de Avellaneda, ubicada en la zona sur del Gran Buenos Aires. Se crio en el seno de una familia de clase media baja, junto a su madre. A los 23 años, cuando cursaba el segundo año de la carrera Ciencias Económicas en la Universidad de Buenos Aires y trabajaba de camarera, decidió presentarse en el casting de Gran Hermano y para su sorpresa, fue elegida. A partir de ahí comenzó su carrera en televisión.

## Vida personal
Desde 2001, Capristo mantiene una relación sentimental con el actor argentino Gustavo Conti, a quien conoció durante su participación en la segunda temporada del reality Gran Hermano. En 2007, tras seis años de noviazgo, se casaron. La ceremonia se realizó en la Iglesia Nuestra Señora de los Buenos Aires, en el barrio de Caballito, y el festejo tuvo lugar en el Palacio Leloir.
En julio de 2016, Capristo confirmó que ambos estaban esperando su primer hijo, dando a luz a Félix el 22 de enero de 2017.

## Trayectoria
Su debut televisivo fue en 2001 en Gran Hermano, reality conducido por la actriz Soledad Silveyra y emitido por Telefe.
En 2002 debutó como vedette en Villa Carlos Paz, Córdoba en la obra "Adelante valientes". Al año siguiente, trabajó en "La risa en el país de las maravillas" presentada en la ciudad de Mar del Plata. Luego, integró varios elencos de diferentes obras y teatros de revistas como; "Aero risas Argentinas", "La risa está servida", "El Negro 10Z" y "Pasajeros de la risa".
En 2006, participó del reality show Bailando por un sueño, conducido por Marcelo Tinelli y emitido por Canal 13; en el concurso de baile logró llegar hasta las semifinales pero quedó eliminada tras perder contra la modelo María Vázquez.
En 2007, participó en Patinando por un sueño, en el cual se consagró como la ganadora del certamen. También participó del teatro de revista de Jorge Guinzburg, "Planeta show".[cita requerida] Ese mismo, también integró el elenco de vedettes en "Pobres, pero casi honradas" y "El champan las pone mimosas", ambas revistas producidas por el conductor y productor argentino Gerardo Sofovich.
Entre 2008 y 2009 fue la primera vedette de la Revista del Maipo, "Maipo, siempre Maipo" y "La rotatativa del Maipo". También fue la primera vedette de la revista "Vedettistma" de Carmen Barbieri, y al año siguiente en "Gracias a la villa", en Carlos Paz.
En 2013 participó del reality show Celebrity Splash, conducido en Marley por Telefe; Capristo finalizó su participación en el programa subcampeona.
Entre 2019 y 2020 formó parte del equipo de panelistas en programa de espectáculo Confrontados, conducidos por Carla Conte y Rodrigo Lussich, emitido por Canal 9. En enero de 2021, participó en el programa de moda Corte y confección edición famosos. Desde agosto a septiembre del mismo año, integró el panel del programa conducido por Laurita Fernández, El club de las divorciadas.
Desde 2022 a 2024, íntegró el equipo de panelistas de Gran Hermano: La Noche de los Ex. Además, durante el 2023 fue Angelita de reemplazo en LAM, y desde 2024 es parte de las angelitas rotativas.

## Filmografía

### Reality shows
| Año       | Título                           | Pos. | Notas          |
| --------- | -------------------------------- | ---- | -------------- |
| 2001      | Gran Hermano 2                   | 6.ª  | 8.ª Eliminada  |
| 2006      | Bailando por un sueño 3          | 4.ª  | Semifinalista  |
| 2007      | Bailando por un sueño 2007       | —    | No ingresa     |
| 2007      | Patinando por un sueño           | 1.ª  | Ganadora       |
| 2013      | Celebrity Splash                 | 2.ª  | Subcampeona    |
| 2021      | Corte y confección Famosos       | 5.ª  | 13.ª Eliminada |
| 2022–2024 | Gran Hermano: La Noche de los Ex | —    | Panelista      |
| 2023      | Pasaplatos Famosos               | 6.ª  | 7.ª Eliminada  |

### Programas
| Año           | Título                     | Rol                    | Canal                 |
| ------------- | -------------------------- | ---------------------- | --------------------- |
| 2004          | Sin brújula                | Conductora             | Canal Siete Argentina |
| 2019–2020     | Confrontados               | Panelista              | elnueve               |
| 2021          | El club de las divorciadas | Panelista              | eltrece               |
| 2023          | Nosotros a la Mañana       | Panelista de reemplazo | eltrece               |
| 2023          | LAM                        | Panelista de reemplazo | América TV            |
| 2024–2025     | LAM                        | Panelista rotativa     | América TV            |
| 2025–presente | Sálvese quien pueda        | Panelista              | América TV            |

### Ficciones
| Año  | Título                     | Rol             | Notas                             |
| ---- | -------------------------- | --------------- | --------------------------------- |
| 2001 | Dadyvertido                | Ella misma      | Invitada                          |
| 2004 | No hay 2 sin 3             | Humorista       | Actuación en Scketchs             |
| 2004 | Panadería "Los Felipe"     | Clienta         | Participación especial            |
| 2004 | Mosca & Smith              | Erica           | Participación especial            |
| 2005 | Casados con hijos          | Pandora         | Epi: "El bebé más caro del mundo" |
| 2005 | Una familia especial       | Cecilia         | Participación especial            |
| 2006 | Alma Pirata                | Miriam          | Participación especial            |
| 2006 | Palermo Hollywood Hotel    | Ella misma      | Invitada                          |
| 2006 | Juanita, la soltera        | Marina          | Participación especial            |
| 2007 | Hechizada                  | Susi            | Participación especial            |
| 2007 | Son de fierro              | Witney          | Participación especial            |
| 2009 | Herencia de amor           | Monica Saldaño  | Participación especial            |
| 2012 | Concubinos                 | Ximena          | Elenco secundario                 |
| 2013 | Los grimaldi               | Eva             | Participación especial            |
| 2015 | Pan y vino                 | Ladrona         | Epi. "El robo"                    |
| 2016 | La peluquería de Don Mateo | Ella misma      | Invitada                          |
| 2017 | Las Estrellas              | Nueva inquilina | Participación especial            |

## Teatro
| Año  | Título                                        | Lugar                                   |
| ---- | --------------------------------------------- | --------------------------------------- |
| 2002 | "Adelante valientes"                          | Teatro Acuario, (Villa Carlos Paz)      |
| 2003 | "La risa en el país de las maravillas"        | Teatro Enrique Carreras (Mar del Plata) |
| 2004 | "Aero risas argentinas"                       |                                         |
| 2004 | "La risa está servida"                        | Teatro Concert (Buenos Aires)           |
| 2005 | "El negro 10Z                                 | Teatro Bar" (Villa Carlos Paz)          |
| 2006 | "Pasajeros de la risa"                        | Teatro Tronador (Mar del Plata)         |
| 2007 | "Planeta show"                                | Teatro Liceo" (Buenos Aires)            |
| 2007 | "Pobres pero casi honradas"                   | Multiteatro, (Buenos Aires)             |
| 2008 | El champán las pone mimosas                   | Gira por la Costa Atlántico Argentina   |
| 2008 | "Maipo, siempre Maipo"                        | Teatro Maipo, (Buenos Aires)            |
| 2008 | "La rotativa del Maipo"                       | Teatro Maipo, (Buenos Aires)            |
| 2009 | "La rotativa"                                 | Teatro Maipo, (Buenos Aires)            |
| 2009 | "Vedettísima"                                 | Teatro Tabaris, (Buenos Aires)          |
| 2010 | "Gracias a la villa"                          | Teatro del Lago, (Villa Carlos Paz)     |
| 2010 | Una noche en Liniers Baby                     | Teatro Premier, (Buenos Aires)          |
| 2011 | "Departamento por un día"                     | Teatro Premier, (Buenos Aires)          |
| 2011 | "Taxi"                                        | Teatro Tabaris, (Buenos Aires)          |
| 2011 | "El tesoro de la montaña azul"                |                                         |
| 2012 | "Boeing Boeing"                               | Teatro Bar, (Buenos Aires)              |
| 2012 | "Zorro, la venganza de Monasterio"            | Gira nacional por Argentina             |
| 2013 | "Despedida de casado"                         | Teatro Candilejas 2, (Villa Carlos Paz) |
| 2014 | "Algunas mujeres a las que les cague la vida" |                                         |
| 2016 | "Los cazafortunas"                            | Teatro Refasi, (Mar del Plata)          |